# تقنيات الموسيقى

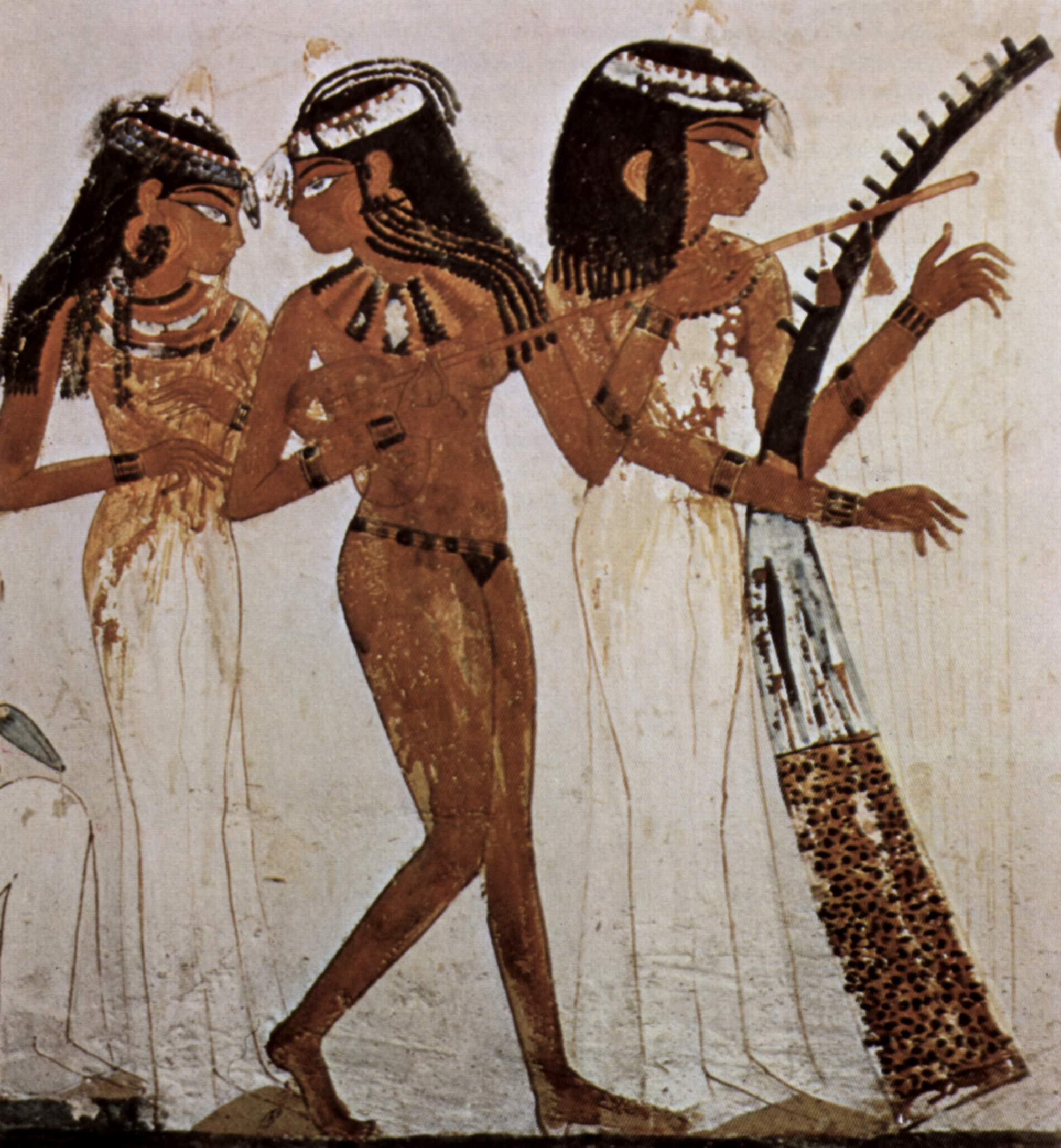
موسيقيات آمون، الأسرة الثامنة عشرة (1543-1292 ق.م)

تقنيات الموسيقى هي دراسة أو استخدام أي جهاز أو آلية أو آلة أو أداة من قبل موسيقي أو ملحن لصنع أو تأدية الموسيقى؛ للتأليف والتدوين وتسجيل الأشرطة وتسجيل الأغاني أو القطع الموسيقية أو لتحليل أو تعديل الموسيقى. لعل أبكر التطبيقات المعروفة للتكنولوجيا على الموسيقى هو استخدام الناس ما قبل التاريخ لأداة يُحفر بها ثقوب في العظام لصنع أصوات بسيطة. طور المصريون القدماء آلات وترية مثل القيثارة والسمسمية والعود، والتي تتطلب صنع أوتار رقيقة ونظامًا وتديًا لتعديل نغمة الأوتار. استخدم المصريون القدماء أيضًا آلات نفخية مثل الكلارينت المضاعف وآلات إيقاعية مثل الصنج. في اليونان القديمة، استُخدمت آلات مثل الأولوس مزدوج القصبة والسمسمية. يُشار إلى عدد كبير من الآلات في الإنجيل مثل البوق والمزمار والسمسمية والقيثار ومزمار القربة. خلال العصور التوراتية، استُخدمت أيضًا الكورنيت، الفلوت، البوق، المزمار والترومبيت. خلال العصور الوسطى، استُخدم التدوين الموسيقي لإنهاء سجل مكتوب للألحان متعددة الأصوات.
خلال فترة موسيقى عصر النهضة، اختُرِعت المطبعة، ما جعل إنتاج الموسيقى على نطاق واسع أسهل بكثير (كانت تُنسخ يدويًا قبل ذلك). ساعد ذلك في نشر الأساليب الموسيقية بسرعة أكبر وعبر مساحة أكبر. خلال العصر الباروكي (1600-1750)، طُورت تقنيات للآلات ذات لوحات المفاتيح، الأمر الذي أدى إلى تحسينات في تصميمات الأورغان النفخي والقيثارة، وتطوير آلة ذات لوحة مفاتيح جديدة حوالي عام 1700 وهي البيانو. في العصر الكلاسيكي، أضاف بيتهوفن آلات جديدة إلى الأوركسترا لإنشاء أصوات جديدة، مثل البيكولو والكونتراباسون والترومبون والإيقاع غير المنضبط في سمفونيته التاسعة. خلال حقبة الموسيقى الرومانسية (حوالي عام 1810-1900)، كانت إحدى الطرق الرئيسية التي عُرفت بها الألحان الجديدة للعامّة عن طريق بيع المدونات الموسيقية، والتي يؤدي عن طريقها الموسيقيون الهواة الألحان على البيانو أو الآلات الأخرى في منازلهم. في القرن التاسع عشر، أضيفت آلات جديدة إلى الأوركسترا مثل الساكسفونات واليوفونيوم وأبواق فاغنر والشياع.
في نهاية القرن العشرين، ومع اختراع أقراص الفونوغراف (الذي سُوق عام 1892)، والبث الإذاعي (بدأ على أساس تجاري حوالي 1919-1920)، ظهرت زيادة كبيرة في الاستماع للموسيقى، كان من السهل توزيع الموسيقى لجمهور أوسع. كان لتطوير التسجيل الصوتي تأثير كبير على تطوير أنواع الموسيقى الشعبية، لأنه أتاح توزيع تسجيلات الأغاني والفرق الموسيقية على نطاق واسع. أدى اختراع التسجيل الصوتي إلى ظهور نوع فرعي جديد من الموسيقى الكلاسيكية، نمط الموسيقى الملموسة للتلحين الإلكتروني. مكّن اختراع التسجيل متعدد المسارات فرق البوب من تجاوز العديد من طبقات المسارات الصوتية والأغاني، وخلق أصوات جديدة لم تكن ممكنة في الأداء الحي. في أوائل القرن العشرين، استُخدمت التقنيات الكهربائية مثل الرافع الكهرومغناطيسي والمضخمات ومكبرات الصوت لتطوير أدوات كهربائية جديدة مثل البيانو الكهربائي 1929 والإيتار الكهربائي 1931 والأورغان الكهروميكانيكي 1934 والباس الكهربائي 1935. اكتسبت أوركسترا القرن العشرين أدوات جديدة وأصوات جديدة. تستخدم بعض قطع الأوركسترا الإيتار الكهربائي أو الباس الكهربائي أو الثيرمين.
مكّن اختراع الترانزستور المصغر عام 1947 من إنشاء جيل جديد من المازجات، والذي استُخدم لأول مرة في موسيقى البوب في الستينيات. على عكس تقنيات آلات لوحات المفاتيح السابقة، لا تحتوي لوحات مفاتيح المازجة على سلاسل أو أنابيب أو خطوط معدنية. تُنشئ لوحة المفاتيح المازجة الأصوات الموسيقية باستخدام الدوائر الإلكترونية، أو في رقائق الكمبيوتر والبرامج. أصبحت المازجات شعبيةً في السوق في أوائل الثمانينيات. مع تطور الرقائق الدقيقة القوية، قُدم عدد من تقنيات الموسيقى الإلكترونية أو الرقمية الجديدة في الثمانينيات والعقود التي تلتها، بما في ذلك آلات الطبل وأجهزة التسلسل الموسيقي. تقنيات الموسيقى الإلكترونية والرقمية هي أي جهاز، مثل حاسوب أو وحدة أو برنامج مؤثرات إلكترونية، يستخدمه موسيقي أو ملحن للمساعدة في صنع أو تأدية الموسيقى. يشير المصطلح عادةً إلى استخدام الأجهزة الإلكترونية وأجهزة الكمبيوتر وبرامج الكمبيوتر المستخدمة في الأداء والتشغيل والتسجيل والتكوين والتسجيل الصوتي والاستنساخ والمزج وتحليل وتعديل الموسيقى.

## التقنيات الميكانيكية

### عصور ما قبل التاريخ
تُشير الحفريات من مواقع العصر الحجري القديم أن شعوب ما قبل التاريخ استخدمت أدوات النحت والثقب لصنع آلات موسيقية. وجد علماء الآثار أن فلوت العصر الحجري القديم كان منحوتًا في العظام، وتُحفر فيه ثقوب جانبية. يُعتقد أن فلوت الديفجي الصغير المنحوت من عظم الفخذ لدب الكهوف يبلغ من العمر أربعة آلاف عام. استُرجعت آلات مثل الفلوت ذو الثقوب السبعة وأنواع مختلفة من الآلات الوترية، مثل رافانهاثا، من المواقع الأثرية لحضارة وادي السند. تملك الهند إحدى أقدم التقاليد الموسيقية في العالم؛ توجد إشارات إلى الموسيقى الكلاسيكية الهندية (مارغا) في الفيدا، الكتب القديمة للتعاليم الهندوسية. عُثر على أقدم وأكبر مجموعة من الآلات الموسيقية تعود لعصور ما قبل التاريخ في الصين ويعود تاريخها إلى ما بين 7000 و 6600 قبل الميلاد.

#### مصر القديمة
في مصر ما قبل التاريخ، كانت الموسيقى والهتافات شائعة الاستخدام في السحر والطقوس، وكانت الأصداف الصغيرة تُستخدم كأدوات للتصفير. ترجع أدلة الآلات الموسيقية المصرية إلى فترة ما قبل الأسر، عندما لعبت الهتافات الجنائزية دورًا مهمًا في الدين المصري وكان يرافقها مصفقون وربما آلات الفلوت. يرجع تاريخ أكثر الأدلة موثوقية على تقنيات الآلات إلى عصر الدولة القديمة، عندما طُورت تقنيات إنشاء القيثارات والمزمار والكلارينيت المزدوج. كانت الآلات الإيقاعية والقيثارات والسمسمية تستخدم في المملكة الوسطى. استُخدم الصنج المعدني من قبل المصريين القدماء. في أوائل القرن الحادي والعشرين، بدأ الاهتمام بموسيقى العصر الفرعوني بالنمو، مستلهمًا من أبحاث علماء الموسيقى المولودين في الخارج مثل هانز هيكمان. بحلول بدايات القرن الحادي والعشرين، بدأ الموسيقيون وعلماء الموسيقى المصريون بقيادة أستاذ علم الموسيقى خيري الملط بجامعة حلوان في القاهرة في إعادة بناء الآلات الموسيقية لمصر القديمة، وهو مشروع مستمر.

#### وادي السند
تضم حضارة وادي السند منحوتات تُظهر الآلات الموسيقية القديمة، مثل الفلوت ذي الثقوب السبعة. استُرجعت أنواع مختلفة من الآلات الموسيقية والطبول من هارابا وموهينجو دارو خلال الحفريات التي عمل عليها السير مورتيمر ويلر.